# SKBEY
SKBEY（すけべぃ、本名:斉藤涼介）は日本人ダンサー。SKBEYという名の由来は本名の斉藤涼介から。

## 人物
1995年12月21日に福岡県福岡市博多区で生まれた。
中学生の頃、年が一個違いの JustinBieberやKing Of POPの MichaelJacjsonに強く影響を受けて HIPHOP & LOCKダンスを習いにスタジオに通う。
そして高校を入学して一ヶ月で高校中退。
それと同時にPoppin'ダンスを習うようにスタジオに通った。
習い始めて一年が経ち「自分のダンススタイルを作りたい。」という理由でスタジオを辞めた。
YouTuberの東海オンエアのアメリカ・シアトルオフ会の時に気に入られ、とても仲良くなる。さらに、注目されるようになる。愛知県でパフォーマンスをしに行ったら、だいたいてつやの家に滞在している。そのため、東海オンエアの動画に時々出演している。

## 活動
16歳の頃によく遊びに行っていた大学のダンスサークルの先輩と「Q-be(キューブ)」というアニメーションダンスチームを組むも一ヶ月で解散。
そして福岡市内の路上で熊本から来た２人組のストリートパフォーマー「ナニコレ?劇団」に影響を受けストリートダンスパフォーマーとしても活動する。
現在は、ダンサーとしてだけではなくモデル業も行っている。

## 活動歴
- 2014年5月 映画「人を乗せる-But Life Goes On-」(2015年公開)
- 2014年6月 TokyoFashionCollection2014 ゲスト出演
- 2014年9月 Sunset Live 2014
- 2014年11月 世界キャラクターさみっとin羽生2014